# Open 13 2013
L'Open 13 2013 è stato un torneo di tennis giocato sul cemento indoor. È stata la 21ª edizione dell'Open 13 facente parte dell'ATP World Tour 250 series nell'ambito dell'ATP World Tour 2013. Si è giocato al Palais des Sports di Marsiglia in Francia, dal 18 al 24 febbraio 2013.

## Partecipanti

### Teste di serie
| Nazionalità | Giocatore             | Ranking* | Testa di serie |
| ----------- | --------------------- | -------- | -------------- |
| Rep. Ceca   | Tomáš Berdych         | 6        | 1              |
| Argentina   | Juan Martín del Potro | 7        | 2              |
| Francia     | Jo-Wilfried Tsonga    | 8        | 3              |
| Serbia      | Janko Tipsarević      | 9        | 4              |
| Francia     | Richard Gasquet       | 10       | 5              |
| Francia     | Gilles Simon          | 14       | 6              |
| Polonia     | Jerzy Janowicz        | 26       | 7              |
| Slovacchia  | Martin Kližan         | 31       | 8              |

* Ranking all'11 febbraio 2013.

### Altri partecipanti
I seguenti giocatori hanno ricevuto una wild-card per il tabellone principale:
- Ernests Gulbis
- Gaël Monfils
- Lucas Pouille

I seguenti giocatori sono entrati in tabellone passando dalle qualificazioni:

- Filip Krajinović
- Édouard Roger-Vasselin
- Serhij Stachovs'kyj
- Dmitrij Tursunov

## Campioni

### Singolare
Jo-Wilfried Tsonga ha sconfitto in finale  Tomáš Berdych per 3-6, 7–6(6), 6-4.
- È il decimo titolo in carriera per Tsonga, il primo del 2013.

### Doppio
Rohan Bopanna /  Colin Fleming hanno sconfitto in finale  Aisam-ul-Haq Qureshi /  Jean-Julien Rojer per 6-4, 7–6(3).